# James Norrington
James Norrington is een personage uit de Pirates of the Caribbean-filmtrilogie. Hij wordt gespeeld door Jack Davenport.

## Biografie

### Jonge jaren
Hij werd voor het eerst gezien aan boord van de Dauntless, toen die langs de resten van een zojuist door piraten verwoest schip kwam en daar de jonge Will Turner vond.

### Pirates of the Caribbean: The Curse of the Black Pearl
Gedurende de 10 jaar die verstrijken tussen de openingsscène van de eerste film, en de aankomst van Jack Sparrow in Port Royal, wordt Norrington benoemd tot Commodore. Het enige wat hij nog mist in zijn leven is een vrouw, dus vraagt hij Elizabeth Swann ten huwelijk. Hij houdt echt van haar, maar zij houdt meer van Will Turner. Dit veroorzaakt een grote rivaliteit tussen de twee, maar uiteindelijk helpt hij Will Turner en Jack Sparrow in hun gevecht met Hector Barbossa en zijn piraten. Hij accepteert uiteindelijke Elizabeths beslissing om met Will te trouwen. Norrington is het enige personage in de film die niet enkel en alleen wordt gedreven door eigen doelen en motieven. Hij is gevreesd bij piraten vanwege zijn leiderschap en briljante strategieën. Hij is tevens een ervaren zwaardvechter, enkel overtroffen door Will Turner.

### Pirates of the Caribbean: Dead Man's Chest
voorafgaand de film. Het bleek echter dat Norrington niet naar Sparrow hoefde te zoeken omdat Sparrow zelf Port Royal alleen "binnenviel". Hij werd snel gevangengenomen en in de kerker gegooid. Toen hij Sparrow confronteerde, merkte Norrington op dat Jack echt de ergste piraat was waarvan hij ooit had gehoord. Jack ontsnapte echter snel, met de geheime hulp van Will Turner en Elizabeth Swann, en nam een van de vervloekte piraten, Scurvy Joe, mee.
Opnieuw gedwongen om Sparrow te achtervolgen, zeilden Norrington en zijn mannen naar Tortuga, waar ze verwachtten hem te vinden. Omdat Tortuga officieel een Franse kolonie was, konden Norrington en zijn mannen de haven niet binnenkomen als leden van de Britse marine. Nadat ze zich in burgerkleding hadden vermomd, vonden ze Sparrow en sloegen hem in een steegje in het nauw. Echter, Anamaria onderbrak hen, en Sparrow erin geslaagd om weg te rennen. Ze achtervolgden hem, maar werden tegengehouden door een man met de hoed en mantel van de gouverneur van Tortuga De "gouverneur" dreigde Norrington en zijn mannen als spionnen te arresteren, maar de echte gouverneur verscheen plotseling en het bleek dat de bedrieger eigenlijk vermomde Jack Sparrow is. Met behulp van de coach van de gouverneur ontsnapte Jack opnieuw, en de echte gouverneur dreigde ook Norrington en zijn mannen te arresteren.
Terwijl hij Jack Sparrow achtervolgde, werd het schip van Norrington, de Dauntless, vernietigd door een orkaan bij Tripoli. Beschaamd en beschaamd nam Norrington ontslag en verdween. Dit bleek echter een geluk te zijn, aangezien niemand wist waar hij was toen Lord  Cutler Beckett was verschenen met een arrestatiebevel voor hem, waardoor Jack kon ontsnappen.
In Pirates of the Caribbean: Dead Man's Chest, sluit  hij zich in Tortuga aan bij de crew van de Black Pearl, hoewel hij eigenlijk Jack wil vermoorden. Hij heeft ook wraakplannen tegen Will, die hij de schuld geeft voor het ruïneren van zijn leven. Wanneer de legendarische Dead Man’s Chest wordt gevonden, steelt Norrington het hart van Davy Jones dat in de kist zit en geeft dit aan Beckett om clementie te krijgen en zijn eer terug te winnen.

### Pirates of the Caribbean: At World's End
In de derde film is Norrington admiraal van Becketts vloot. Hij vaart op de Flying Dutchman, en ontmoet Elizabeth weer wanneer de Dutchman de Empress aanvalt. Hij is blij haar weer te zien daar hij dacht dat ze dood was, maar dit gevoel is niet wederzijds omdat Elizabeth hem mede verantwoordelijk houdt voor de dood van haar vader. Die nacht laat Norrington Elizabeth en de crew vrij. Norrington bekent aan Elizabeth dat hij vreselijke fouten heeft gemaakt. Als Elizabeth vraagt of Norrington meekomt met haar, blijft Norrington achter. Norrington wordt later betrapt door Bootstrap Bill, die hem doodt. Terwijl hij sterft, vraagt Davy Jones hem of hij de dood vreest. Als antwoord steekt Norrington zijn zwaard (dat hij in de eerste film kreeg) zwijgend in Jones’ schouder. Hij schijnt de dood niet te vrezen.